# Whirlpool Productions
I Whirlpool Productions sono un gruppo di musica house di Colonia, creato dai musicisti e produttori Eric D. Clark, Justus Köhncke e Hans Nieswandt, giornalisti, della rivista musicale Spex, nel 1991.
I Whirlpool Productions ottennero una certa popolarità per il loro sound sperimentale, che ha ispirato la creazione di gruppi simili come i Sensorama o gli Egoexpress. Il loro maggior successo è stato il singolo From: Disco To: Disco, che raggiunse il successo nella primavera del 1997 raggiungendo la vetta della classifica italiana.
Attualmente lavorano principalmente come DJ, mentre Hans Nieswandt ha scritto un libro "plus minus acht", nel quale racconta la sua esperienza con la musica house.

## Discografia

### Album
- 1995 - Brian de Palma
- 1996 - Dense Music
- 1998 - ???
- 2001 - Lifechange

### Singoli
- 1993 - Fly high / Gimme
- 1994 - I think that maybe I'm dreaming
- 1994 - Non-Stop Trancin / Let yourself go

- 1995 - The Immunity Syndrome E.P.
- 1995 - Harvest / Moon Huh
- 1996 - Cold Song 1996
- 1997 - From: Disco To: Disco
- 1998 - Crazy Music
- 2001 - Lifechange
- 2006 - From: Disco To: Disco '06